# Rodolfo C. Severino
Rodolfo Certeza Severino, Jr. (* 27. April 1936 in Manila; † 19. April 2019) war ein philippinischer Diplomat, der von 1998 bis 2003 Generalsekretär der Association of Southeast Asian Nations (ASEAN) war.

## Biografie
Nach der Schulausbildung studierte er zunächst an der Ateneo de Manila University. Später absolvierte er ein Postgraduiertenstudium im Fach Internationale Studien an der Paul H. Nitze School of Advanced International Studies.
Danach trat er in den Diplomatischen Dienst der Philippinen und nahm zahlreiche Tätigkeiten im Außenministerium (Department of Foreign Affairs) sowie bei Auslandsvertretungen wahr. Zwischen 1967 und 1974 fand er nacheinander Verwendung als Dritter, Zweiter sowie Erster Sekretär an der Botschaft in den Vereinigten Staaten. Danach war er maßgeblich an der Normalisierung der diplomatischen Beziehungen mit der Volksrepublik China beteiligt und diente dann von 1976 bis 1978 als Geschäftsträger (Charge d’Affaires) an der Botschaft in Peking.
Anschließend war er von 1979 bis 1986 Generalkonsul in Houston, ehe er bis 1988 Assistent des Außenministers (Assistent Foreign Secretary) für Asien und den Pazifik war. Nach Beendigung dieser Tätigkeit war er zwischen 1989 und 1992 Botschafter in Malaysia. Anschließend kehrte er als Unterstaatssekretär (Undersecretary of Foreign Affairs) für politische Fragen ins Außenministerium zurück und war als solcher auch für die ASEAN zuständig.
Auf dem 30. Ministertreffen der ASEAN in Kuala Lumpur wurde im Juli 1997 seine Wahl zum Generalsekretär der ASEAN empfohlen und später durch die Staats- und Regierungschefs empfohlen. Am 5. Januar 1998 nahm er seine Tätigkeit als ASEAN-Generalsekretär offiziell auf und wurde damit Nachfolger von Ajit Singh. Nach fünfjähriger Tätigkeit folgte ihm am 1. Januar 2003 Ong Keng Yong.
Später war er Leiter des Instituts für südostasiatische Studien (Institute of Southeast Asian Studies) in Singapur. Darüber hinaus veröffentlichte er das Fachbuch Southeast Asia in Search of an ASEAN Community.